# Subdivisões da Albânia

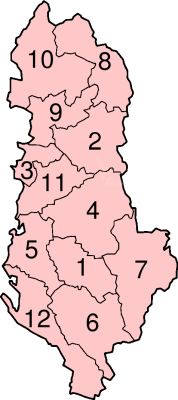
Prefeituras da Albânia

A Albânia está dividida em 12 prefeituras (albanês: qarke, singular qark), às vezes designadas regiões. As prefeituras estão divididas em distritos (albanês: rrethe, singular rreth), às vezes traduzidos como subprefeituras. Os distritos  estão, por sua vez, divididos em 309 comunas (albanês: komuna) e 65 municipalidades (albanês: Bashkia). A municipalidade de Tirana, onde se localiza a capital, tem um estatuto especial.

## Prefeituras
| Nº | Prefeitura  | Distritos                           | Capital     |
| -- | ----------- | ----------------------------------- | ----------- |
| 1  | Berati      | Berati, Kuçovë, Skrapar             | Berati      |
| 2  | Dibër       | Bulqizë, Dibër, Mat                 | Peshkopi    |
| 3  | Durrës      | Durrës, Krujë                       | Durrës      |
| 4  | Elbasani    | Elbasani, Gramsh, Librazhd, Pequini | Elbasani    |
| 5  | Fier        | Fier, Lushnjë, Mallakastër          | Fier        |
| 6  | Gjirokastër | Gjirokastër, Përmet, Tepelenë       | Gjirokastër |
| 7  | Korçë       | Devoll, Kolonjë, Korçë, Pogradec    | Korçë       |
| 8  | Kukës       | Has, Kukës, Tropojë                 | Kukës       |
| 9  | Lezhë       | Kurbin, Lezhë, Mirditë              | Lezhë       |
| 10 | Escodra     | Malësi e Madhe, Pukë, Escodra       | Escodra     |
| 11 | Tirana      | Kavajë, Tirana                      | Tirana      |
| 12 | Vlorë       | Delvinë, Sarandë, Vlorë             | Vlorë       |

## Distritos
A Albânia está dividida em 36 distritos (albanês: rrethe, singular rrethi), às vezes traduzidos como subprefeituras. Os distritos estão agrupados em 12 prefeituras. Apesar de terem sido dissolvidos em 2000, os distritos continuam mantendo papel administrativo. Os distritos são:
| 1. Berati 2. Bulqizë 3. Delvinë 4. Devoll 5. Dibër 6. Durrës 7. Elbasani 8. Fier 9. Gjirokastër 10. Gramsh 11. Has 12. Kavajë 13. Kolonjë 14. Korçë 15. Krujë 16. Kuçovë 17. Kukës 18. Kurbin | 1. Lezhë 2. Librazhd 3. Lushnjë 4. Malësi e Madhe 5. Mallakastër 6. Mat 7. Mirditë 8. Pequini 9. Përmet 10. Pogradec 11. Pukë 12. Sarandë 13. Escodra 14. Skrapar 15. Tepelenë 16. Tirana 17. Tropojë 18. Vlorë |  |